# Alessandro Giuli
Alessandro Giuli (ur. 27 września 1975 w Rzymie) – włoski dziennikarz, od 2024 minister kultury.

## Życiorys
W młodości działał w skrajnie prawicowym ruchu politycznym Meridiano Zero. Należał też do młodzieżówki Włoskiego Ruchu Społecznego. Absolwent szkoły średniej Liceo Tasso w Rzymie, następnie kształcił się w zakresie filozofii na Uniwersytecie Rzymskim „La Sapienza”. Nie ukończył studiów, powrócił do nich w latach późniejszych; do ostatniego egzaminu przystąpił w 2024 (parę tygodni po objęciu funkcji ministra).
Z zawodu dziennikarz, zaczynał w gazecie „L’Umanità” powiązanej z centrolewicową partią PSDI. Później pracował w agencji informacyjnej Vespina. W 2004 dołączył do dziennika „Il Foglio”, był redaktorem politycznym, od 2008 wicedyrektorem, a od 2015 współdyrektorem redakcji. W 2017 został dyrektorem czasopisma „Tempi”. Redagował i prowadził programy w stacji telewizyjnej Rai 2. Opublikował kilka pozycji książkowych. W 2022 powołany na prezesa fundacji prowadzącej muzeum MAXXI – Museo nazionale delle arti del XXI secolo.
We wrześniu 2024 objął urząd ministra kultury w rządzie Giorgii Meloni.